# دختری در مه
دختری در مه (ایتالیایی: La ragazza nella nebbia) یک فیلم در ژانر مهیج به کارگردانی دوناتو کریسی است که در سال ۲۰۱۷ منتشر شد.

## بازیگران
- تونی سرویلو
- ژان رنو
- السیو بونی
- لورنزو ریکلمی
- میکائلا چسکون
- گرتا اسکاکی
- گالاتئا رانتسی